# Tenuiphantes fogarasensis
Tenuiphantes fogarasensis är en spindelart som först beskrevs av Weiss 1986.  Tenuiphantes fogarasensis ingår i släktet Tenuiphantes och familjen täckvävarspindlar.
Artens utbredningsområde är Rumänien. Inga underarter finns listade i Catalogue of Life.